# Vacaville
Vacaville er en by i Solano County i den amerikanske delstat Californien, i nærheden af Sacramento.
38°21′14″N 121°58′22″V / 38.3539°N 121.9728°V